# Политические партии Чехии
Политические партии Чехии —  политические организации и объединения, действующие на территории Чехии. К 28 марта 2020 года в Чехии существовало 92 политические партии и 141 политическое движение, большая часть из них не имеет заметного политического влияния, членской или избирательной базы. Чешская парламентская система является прямой наследницей парламентской системы Чехословакии.

## Парламентские партии и движения
Ниже представлен список политических партий и движений Чехии, представленных в обеих палатах Парламента Чешской Республики (Палата депутатов IX созыва и Сенат Чехии XIII созыва) на январь 2022 года.
| Название | Название                                                         | Оригинальное название                                                       | Дата основания  | Лидер                    | Идеология | ПД | Сенат | ЕП |
| -------- | ---------------------------------------------------------------- | --------------------------------------------------------------------------- | --------------- | ------------------------ | --- | -- | ----- | -- |
|          | ANO 2011                                                         | чеш. Akce nespokojených občanů, ANO                                         | 11 мая 2012     | Андрей Бабиш             | центризм, популизм, корпоративизм, консервативный либерализм                                                   | 72 | 5     | 7  |
|          | Гражданская демократическая партия                               | чеш. Občanská demokratická strana, ODS                                      | 20 апреля 1991  | Петр Фиала               | консерватизм, либеральный консерватизм, экономический либерализм, евроскептицизм                               | 34 | 23    | 3  |
|          | Старосты и независимые                                           | чеш. Starostové a nezávislí, STAN                                           | 29 августа 2004 | Вит Ракушан              | субсидиарность, децентрализация, либерализм, проевропеизм                                                      | 33 | 17    | 2  |
|          | Христианско-демократический союз — Чехословацкая народная партия | чеш. Křesťanská a demokratická unie - Československá strana lidová, KDU-ČSL | 3 января 1919   | Марек Выборны            | христианская демократия, социальный консерватизм, проевропеизм                                                 | 23 | 12    | 1  |
|          | Свобода и прямая демократия                                      | чеш. Svoboda a přímá demokracie, SPD                                        | 5 мая 2015      | Томио Окамура            | чешский национализм, прямая демократия, правый популизм, антиисламизм, социальный консерватизм, евроскептицизм | 20 | 0     | 1  |
|          | Традиция Ответственность Процветание 09                          | чеш. Tradice Odpovědnost Prosperita 09, TOP 09                              | 11 июня 2009    | Маркета Пекарова Адамова | либеральный консерватизм, христианская демократия, либерализм, проевропеизм                                    | 14 | 6     | 2  |
|          | Чешская пиратская партия                                         | чеш. Česká pirátská strana, Piráti                                          | 17 июня 2009    | Иван Бартош              | пиратская политика, либерализм, прогрессивизм, проевропеизм                                                    | 4  | 2     | 1  |
|          | Социал-демократия                                                | чеш. Sociální demokracie, SOCDEM                                            | 7 апреля 1878   | Яна Малачова             | социал-демократия, проевропеизм                                                                                | 0  | 1     | 0  |
|          | Сенатор 21                                                       | чеш. Senátor 21, SEN 21                                                     | 19 декабря 2017 | Вацлав Ласка             | либерализм | 0  | 4     | 0  |
|          | Мэры за Либерецкий край                                          | чеш. Starostové pro Liberecký kraj, SLK                                     | 10 апреля 2008  | Мартин Пута              | субсидиарность                                                                                                 | 0  | 2     | 0  |
|          | Свободные                                                        | чеш. Svobodní                                                               | 6 февраля 2009  | Либор Вондрачек          | классический либерализм, либертарианство, либеральный консерватизм, национал-либерализм, евроскептицизм        | 0  | 1     | 0  |
|          | Присяга                                                          | чеш. Přísaha občanské hnutí, PŘÍSAHA                                        | 8 апреля 2021   | Роберт Шлахта            | популизм, catch-all party, евроскептицизм                                                                      | 0  | 0     | 2  |
|          | SD-SN                                                            | чеш. Spojení demokraté – Sdružení nezávislých, SD-SN                        | 18 июля 2002    | Алена Дернерова          | консерватизм, евроскептицизм                                                                                   | 0  | 0     | 1  |
|          | Коммунистическая партия Чехии и Моравии                          | чеш. Komunistická strana Čech a Moravy, KSČM                                | 31 марта 1990   | Катержина Конечна        | коммунизм, марксизм-ленинизм, антикапитализм, евроскептицизм                                                   | 0  | 0     | 1  |

## Список непарламентских партий и движений
- Чешская Корона (монархическая партия Чехии, Моравии и Силезии)
- SNK Европейские демократы
- Рабочая партия социальной справедливости
- Либерально-экологическая партия Чехии
- Голос (партия, Чехия) (HLAS)
- Партия зелёных
- Автомобилисты для себя

## Исторические

### Упразднены до 2000 года
- Старочехи
- Младочехи
- Польская народная партия
- Аграрная партия
- Национал-демократическая партия Чехословакии
- Коммунистическая партия Чехословакии
- Гражданский форум

### Упразднены после 2000 года
- Союз свободы — Демократический союз
- Гражданский демократический альянс
- Рабочая партия (Чехия) (запрещена)
- Национальная партия (Чехия)
- Рассвет ― Национальная коалиция
- Дела общественные
- Ассоциация за республику – Республиканская партия Чехословакии
- Evropa společně (Европа вместе)
- Национальные социалисты — левые 21 века
- Партия прав граждан